# Rairos
Santa Lucía de Rairos és una parròquia del municipi de Ribas de Sil a la comarca de Quiroga, a Lugo. Segons l'INE el 2021 tenia 33 habitants (14 homes i 19 dones) en una única entitat de població, el que suposa una disminució amb relació a l'any 2000 quan tenia 45 habitants.

## Demografia
Només té un sol nucli de població:
| Entitat de població | Habitants (2021) |
| ------------------- | ---------------- |
| Rairos              | 33               |
| Total:              | 33               |

## Geografia
Es troba en un meandre del riu Sil, al marge esquerre i el travessa la carretera N-120 que uneix Ourense i Monforte de Lemos amb Ponferrada. Limita amb les parròquies de Nocedo (Quiroga) al nord, Ribas de Sil a l'est, i Nogueira al sud i l'oest.